# U-571 (tàu ngầm Đức)
U-571 là một tàu ngầm tấn công  Lớp Type VII thuộc phân lớp Type VIIC được Hải quân Đức Quốc Xã chế tạo trong Chiến tranh Thế giới thứ hai. Nhập biên chế năm 1941, nó đã thực hiện được mười một chuyến tuần tra, đánh chìm năm tàu buôn tải trọng 33.511 GRT, gây tổn thất toàn bộ cho một tàu buôn và một tàu chiến phụ trợ với tổng tải trọng 13.658 GRT, đồng thời gây hư hại cho một tàu buôn khác tải trọng 11.394 GRT. Trong chuyến tuần tra cuối cùng, U-571 bị một thủy phi cơ Short Sunderland của Không quân Hoàng gia Australia đánh chìm trong Đại Tây Dương về phía Tây Ireland vào ngày 28 tháng 1, 1944.

## Thiết kế và chế tạo

### Thiết kế

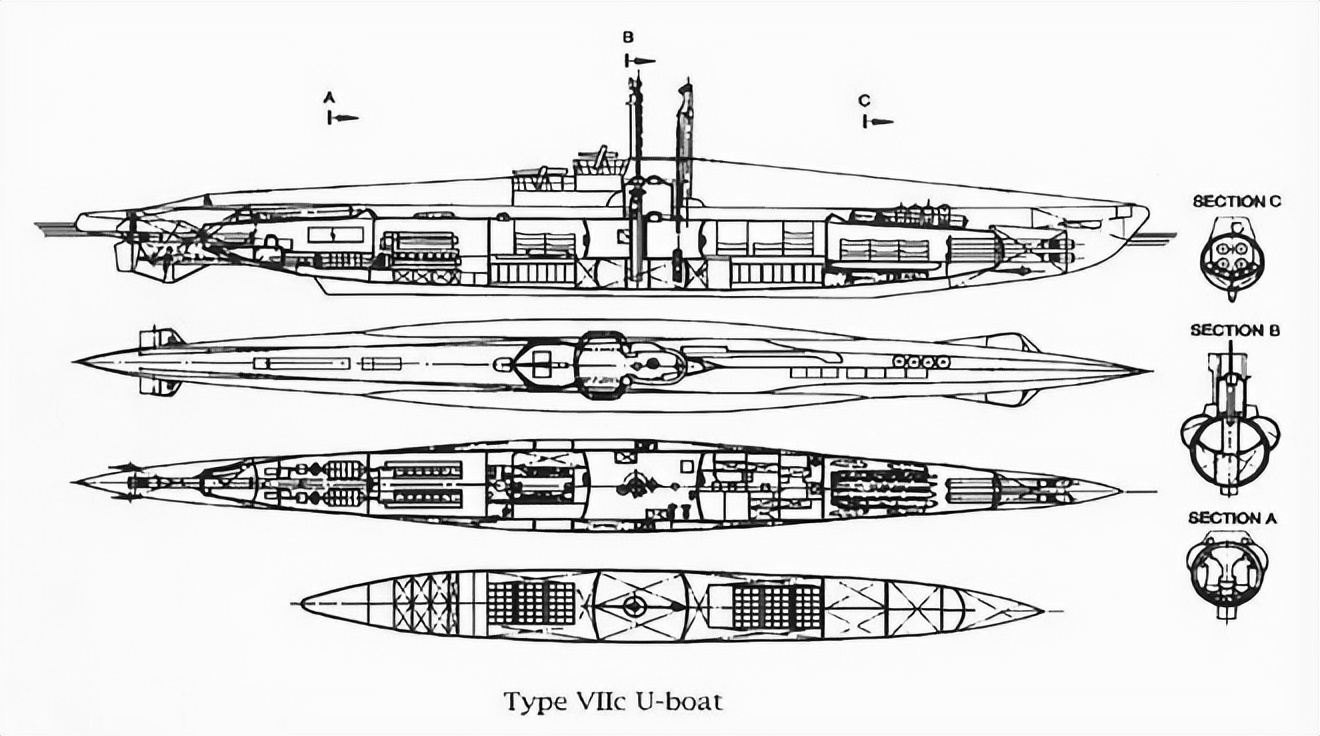
Sơ đồ các mặt cắt một tàu ngầm Type VIIC

Phân lớp VIIC của Tàu ngầm Type VII là một phiên bản VIIB được kéo dài thêm. Chúng có trọng lượng choán nước 769 t (757 tấn Anh) khi nổi và 871 t (857 tấn Anh) khi lặn). Con tàu có chiều dài chung 67,10 m (220 ft 2 in), lớp vỏ trong chịu áp lực dài 50,50 m (165 ft 8 in), mạn tàu rộng 6,20 m (20 ft 4 in), chiều cao 9,60 m (31 ft 6 in) và mớn nước 4,74 m (15 ft 7 in).
Chúng trang bị hai động cơ diesel Germaniawerft F46 siêu tăng áp 6-xy lanh 4 thì, tổng công suất 2.800–3.200 PS (2.100–2.400 kW; 2.800–3.200 bhp), dẫn động hai trục chân vịt đường kính 1,23 m (4,0 ft), cho phép đạt tốc độ tối đa 17,7 kn (32,8 km/h), và tầm hoạt động tối đa 8.500 nmi (15.700 km) khi đi tốc độ đường trường 10 kn (19 km/h). Khi đi ngầm dưới nước, chúng sử dụng hai động cơ/máy phát điện Garbe, Lahmeyer & Co. RP 137/c  tổng công suất 750 PS (550 kW; 740 shp). Tốc độ tối đa khi lặn là 7,6 kn (14,1 km/h), và tầm hoạt động 80 nmi (150 km) ở tốc độ 4 kn (7,4 km/h). Con tàu có khả năng lặn sâu đến 230 m (750 ft).
Vũ khí trang bị có năm ống phóng ngư lôi 53,3 cm (21 in), bao gồm bốn ống trước mũi và một ống phía đuôi, và mang theo tổng cộng 14 quả ngư lôi, hoặc tối đa 22 quả thủy lôi TMA, hoặc 33 quả TMB. Tàu ngầm Type VIIC bố trí một hải pháo 8,8 cm SK C/35 cùng một pháo phòng không 2 cm (0,79 in) trên boong tàu. Thủy thủ đoàn bao gồm 4 sĩ quan và 40-56 thủy thủ.

### Chế tạo
U-571 được đặt hàng vào ngày 24 tháng 10, 1939, và được đặt lườn tại xưởng tàu của hãng Blohm & Voss ở Hamburg vào ngày 4 tháng 4, 1940. Nó được hạ thủy vào ngày 22 tháng 5, 1941, và nhập biên chế cùng Hải quân Đức Quốc Xã vào ngày 22 tháng 5, 1941 dưới quyền chỉ huy của Hạm trưởng, Đại úy Hải quân Helmut Möhlmann.

## Lịch sử hoạt động

### 1941
Sau khi hoàn tất việc huấn luyện trong thành phần Chi hạm đội U-boat 3, U-571 tiếp tục ở lại đơn vị này để hoạt động trên tuyến đầu cho đến khi bị mất.

#### Chuyến tuần tra thứ nhất
U-571 xuất phát từ cảng Trondheim, Na Uy vào ngày 18 tháng 8, 1941 cho chuyến tuần tra đầu tiên trong chiến tranh. Nó đã hoạt động dọc bở biển Na Uy cho đến biển Barents ngoài khơi bán đảo Kola. Tại đây vào ngày 26 tháng 8, nó đã phóng ngư lôi tấn công chiếc Marija Uljanova 3.870 GRT, một tàu biển chở hành khách Liên Xô được cải biến thành một tàu tiếp liệu tàu ngầm. Hai quả ngư lôi trúng đích gây hư hại nặng nhưng không đủ để đánh chìm con tàu Xô Viết; Marija Uljanova được kéo trở về cảng và là một tổn thất toàn bộ. U-571 kết thúc chuyến tuần tra tại cảng Kirkenes ở phía cực Bắc Na Uy vào ngày 5 tháng 9. Sau đó trong tháng 9 và tháng 10, chiếc U-boat lần lượt di chuyển đến Kiel, Đức rồi đến Arendal, Na Uy.

#### Chuyến tuần tra thứ hai
U-571 khởi hành từ Arendal vào ngày 22 tháng 10 cho chuyến tuần tra thứ hai, và được điều động sang căn cứ bên bờ Đại Tây Dương của Pháp. Nó đã tiến ra Bắc Hải, rồi băng qua khe GI-UK giữa các quần đảo Shetland và Faroe để vòng qua quần đảo Anh và hoạt động tại vùng biển Bắc Đại Tây Dương về phía Đông Nam Greenland và phía Đông Newfoundland, Canada. Chiếc U-boat đi đến cảng La Pallice tại La Rochelle đã bị Đức chiếm đóng, đến nơi vào ngày 26 tháng 11. La Pallice trở thành căn cứ hoạt động chính của chiếc tàu ngầm cho đến khi nó bị mất.

### 1942

#### Chuyến tuần tra thứ ba
Trong chuyến tuần tra thứ ba, cùng xuất phát và kết thúc tại La Pallice và kéo dài từ ngày 21 tháng 12, 1941 đến ngày 27 tháng 1, 1942, U-571 hoạt động tại vùng biển Đại Tây Dương dọc tuyến đường hàng hải ở lối ra vào phía Tây của eo biển Gibraltar.

#### Chuyến tuần tra thứ tư
U-571 xuất phát từ La Pallice vào ngày 10 tháng 3 cho chuyến tuần tra thứ tư, và đã băng qua suốt Đại Tây Dương để hoạt động ngoài khơi vùng bờ Đông của Canada và Hoa Kỳ trong khuôn khổ Chiến dịch Paukenschlag (tiếng Anh: Chiến dịch Drumbeat). Tại đây vào ngày 29 tháng 3, nó phóng ngư lôi đánh chìm chiếc tàu buôn Anh Hertford 10.923 GRT ở vị trí khoảng 200 nmi (370 km) về phía Nam Halifax, Canada. Đến ngày 6 tháng 4, nó tiếp tục đánh chìm chiếc tàu chở dầu Na Uy Koll 10.044 GRT ở vị trí về phía Đông mũi Hatteras, Bắc Carolina, Hoa Kỳ. Sau đó đến lượt chiếc tàu chở hàng Margaret của Hải quân Hoa Kỳ bị đánh chìm ở vị trí khoảng 45 nmi (83 km) về phía Đông mũi Hatteras vào ngày 14 tháng 4. U-571 quay trở về La Pallice vào ngày 7 tháng 5.

#### Chuyến tuần tra thứ năm

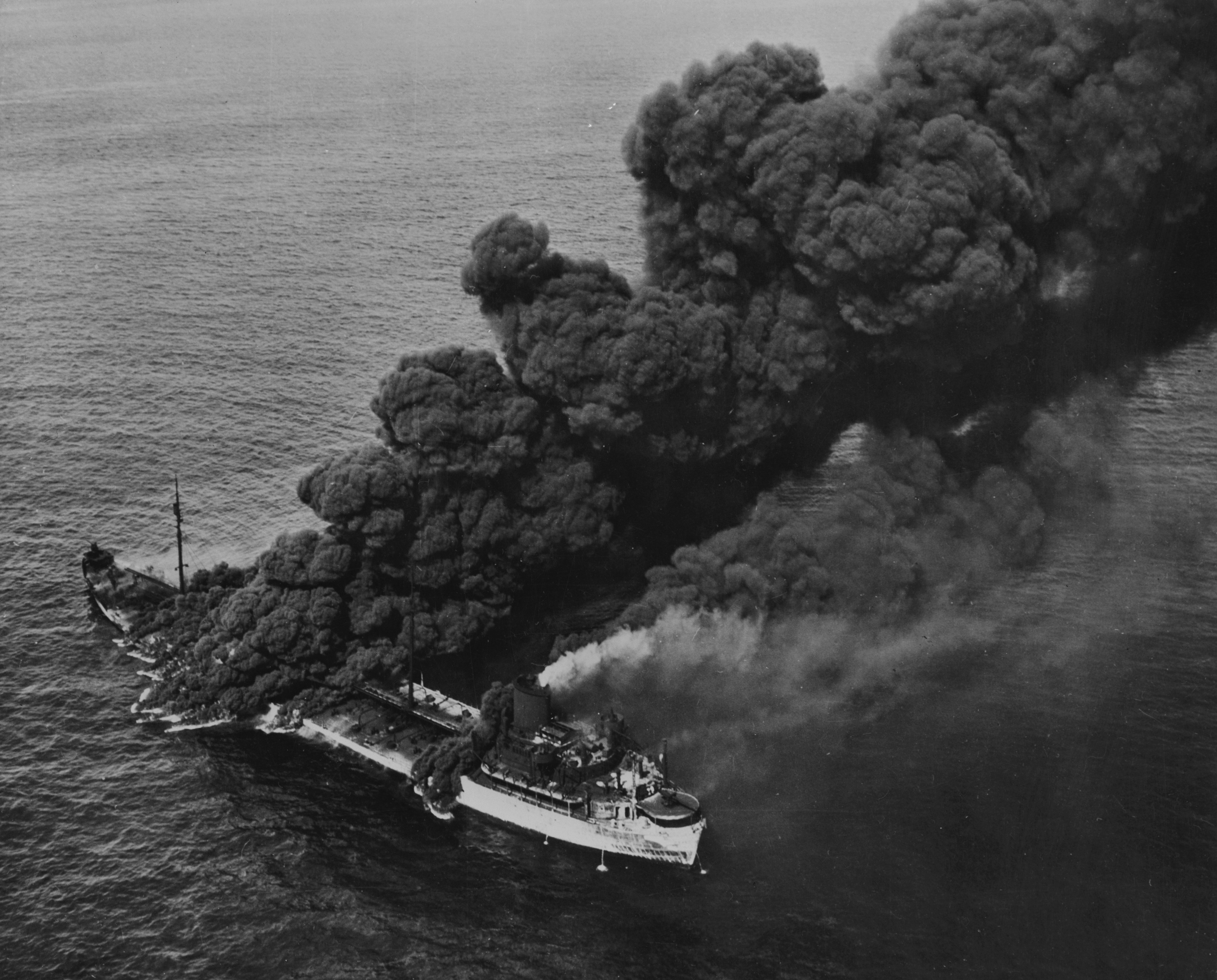
Tàu chở dầu Pennsylvania Sun đang bốc cháy, sau này được sửa chữa và quay trở lại phục vụ năm 1943.

Chuyến tuần tra thứ năm của U-571 diễn ra từ ngày 11 tháng 6 đến ngày 7 tháng 8, khi nó tiếp tục tham gia Chiến dịch Paukenschlag để hoạt động tại vùng biển phía Đông Nam Hoa Kỳ ngoài khơi Florida và trong vịnh Mexico.
Tại eo biển Florida vào ngày 7 tháng 7, nó phóng ngư lôi đánh chìm chiếc tàu buôn Anh Umtata 8.141 GRT ở vị trí về phía Đông Bắc Key West, Florida; rồi sang ngày hôm sau 8 tháng 7 đã phóng ngư lôi trúng đích và gây hư hại nặng cho chiếc tàu chở dầu Hoa Kỳ J. A. Moffett, Jr. 9.788 GRT, khiến nó mắc cạn tại dãi san hô Tennessee, Florida Keys và là một tổn thất toàn bộ. Đến ngày 9 tháng 7, U-571 tiếp tục phóng ngư lôi đánh chìm chiếc tàu buôn Honduras Nicholas Cuneo 1.051 GRT ở vị trí về phía Đông Bắc La Habana, Cuba. Cuối cùng vào ngày 15 tháng 7, chiếc tàu chở dầu Hoa Kỳ Pennsylvania Sun 11.394 GRT trúng ngư lôi của U-571 ở vị trí khoảng 125 nmi (232 km) về phía Tây Key West, nhưng chỉ bị hư hại và được kéo đến Key West.

#### Chuyến tuần tra thứ sáu
U-571 xuất phát từ La Pallice vào ngày 3 tháng 10 cho chuyến tuần tra thứ sáu, và đã hoạt động tại khu vực Trung tâm Bắc Đại Tây Dương cho đến ngày 14 tháng 11.

### 1943

#### Chuyến tuần tra thứ bảy và thứ tám
U-571 dành ra chuyến tuần tra thứ bảy từ ngày 22 tháng 12, 1942 đến ngày 19 tháng 2, 1943 để hoạt động trong Đại Tây Dương ở lối ra vào phía Tây của eo biển Gibraltar.
Ngay sau khi rời La Pallice vào ngày 22 tháng 3 cho chuyến tuần tra tiếp theo, U-571 bị một máy bay tiêm kích Bristol Beaufighter tấn công ngày trong vịnh Biscay, chịu đựng hư hại và bị buộc phải qua trở lại cảng vào ngày hôm sau. Nó lên đường trở lại vào ngày 25 tháng 3, và đã hoạt động tại vùng biển Bắc Đại Tây Dương về phía Nam Greenland. Đại úy hạm trưởng Helmut Möhlmann bị thương do một tai nạn trên cầu tàu vào ngày 22 tháng 4, buộc chiếc U-boat phải kết thúc chuyến tuần tra và về đến căn cứ vào ngày 1 tháng 5.

#### Chuyến tuần tra thứ chín và thứ mười
Dưới quyền chỉ huy của hạm trưởng mới, Trung úy Hải quân Gustav Lüssow, U-571 tiến hành chuyến tuần tra thứ chín từ ngày 8 tháng 6 đến ngày 1 tháng 9. Chiếc tàu ngầm đã hướng xuống phía Nam để hoạt động dọc theo bờ biển Tây Phi cho đến tận ngoài khơi Abidjan, Bờ biển Ngà.
Trong giai đoạn giữa tháng 9 và tháng 12, chiếc U-boat được sửa chữa và đại tu. Nó thực hiện chuyến tuần tra ngắn thứ mười trong vịnh Biscay chỉ trong ba ngày, từ ngày 26 đến ngày 28 tháng 12. 

### 1944

#### Chuyến tuần tra thứ mười một – bị mất
U-571 xuất phát từ La Pallice vào ngày 18 tháng 1, 1944 cho chuyến tuần tra thứ mười một, cũng là chuyến cuối cùng, để hoạt động tại Khu vực Tiếp cận phía Tây. Vào ngày 18 tháng 1, nó báo cáo đã đánh chìm một tàu khu trục đối phương không rõ nhận dạng, nhưng điều này không khớp với bất kỳ tổn thất nào của lực lượng Đồng Minh.
Vào ngày 28 tháng 1, ở vị trí về phía Tây Ireland, nó bị một thủy phi cơ Short Sunderland thuộc Liên đội 461 Không quân Hoàng gia Australia phát hiện và thả mìn sâu đánh chìm tại tọa độ 52°41′B 14°27′T / 52,683°B 14,45°T. Đội bay chiếc Sunderland báo cáo cho biết phần lớn thủy thủ đã rời tàu khi chiếc U-boat đắm, nhưng họ qua đời do mất nhiệt sau đó. Một xuồng cứu sinh cao su do chiếc thủy phi cơ thả xuống để trợ giúp đã không bung ra, khiến toàn bộ 52 thành viên thủy thủ đoàn U-571 đều tử trận.

### "Bầy sói" tham gia
U-571 từng tham gia mười bốn bầy sói:
- Stosstrupp (30 tháng 10 – 4 tháng 11, 1941)
- Raubritter (4 – 17 tháng 11, 1941)
- Störtebecker (17 – 22 tháng 11, 1941)
- Seydlitz (27 tháng 12, 1941 – 16 tháng 1, 1942)
- Endrass (12 – 17 tháng 6, 1942)
- Panther (10 – 20 tháng 10, 1942)
- Veilchen (20 tháng 10 – 7 tháng 11, 1942)
- Delphin (26 tháng 12, 1942 – 19 tháng 1, 1943)
- Landsknecht (19 – 28 tháng 1, 1943)
- Without name (27 – 30 tháng 3, 1943)
- Adler (7 – 13 tháng 4, 1943)
- Meise (13 – 25 tháng 4, 1943)
- Rügen (15 – 26 tháng 1, 1944)
- Hinein (26 – 28 tháng 1, 1944)

### Tóm tắt chiến công
U-571 đã đánh chìm được năm tàu buôn tải trọng 33.511 GRT, gây tổn thất toàn bộ cho một tàu buôn và một tàu chiến phụ trợ với tổng tải trọng 13.658 GRT, đồng thời gây hư hại cho một tàu buôn khác tải trọng 11.394 GRT:
| Ngày             | Tên tàu            | Quốc tịch        | Tải trọng | Số phận          |
| ---------------- | ------------------ | ---------------- | --------- | ---------------- |
| 26 tháng 8, 1941 | Marija Uljanova    | Hải quân Liên Xô | 3.870     | Tổn thất toàn bộ |
| 29 tháng 3, 1942 | Hertford           | United Kingdom   | 10.923    | Bị đánh chìm     |
| 6 tháng 4, 1942  | Koll               | Norway           | 10.044    | Bị đánh chìm     |
| 14 tháng 4, 1942 | Margaret           | United States    | 3.352     | Bị đánh chìm     |
| 7 tháng 7, 1942  | Umtata             | United Kingdom   | 8.141     | Bị đánh chìm     |
| 8 tháng 7, 1942  | J. A. Moffett, Jr. | United States    | 9.788     | Tổn thất toàn bộ |
| 9 tháng 7, 1942  | Nicholas Cuneo     | Honduras         | 1.051     | Bị đánh chìm     |
| 15 tháng 7, 1942 | Pennsylvania Sun   | United States    | 11.394    | Bị hư hại        |

## Văn hóa đại chúng
Tàu ngầm hư cấu U-571 trong bộ phim cùng tên vào năm 2000 không có liên quan gì đến chiếc U-boat. Cốt truyện phim phần nào dựa trên sự kiện Hải quân Anh chiếm được tàu ngầm U-110 cùng máy Enigma và các khóa mật mã kèm theo. 